# Rådstueskriver
Rådstueskriver kaldtes tidligere den embedsmand, som i købstæderne forestod magistratens virksomhed vedrørende skriverforretninger, både retsskriverforretningerne ved rådstueretten og det skriveri, som stod i forbindelse med dens øvrighedshandlinger.
Rådstueskriveren kunne være den samme som byskriveren.
Embedet eksisterede endnu ved retsplejelovens ikrafttræden 1919 i forskellige købstæder, dog ikke som noget selvstændigt embede, men forbundet med byfogedembedet, men det er siden forsvundet.